# Liste der Naturdenkmale im Amt Mecklenburgische Kleinseenplatte
Die Liste der Naturdenkmale in Amt Mecklenburgische Kleinseenplatte nennt die Naturdenkmale im Amt Mecklenburgische Kleinseenplatte im Landkreis Mecklenburgische Seenplatte in Mecklenburg-Vorpommern.

## Mirow
| Bild            | Nr.        | Bezeichnung    | Standort                                                       | Beschreibung | Schutzzweck | Verordnung |
| --------------- | ---------- | -------------- | -------------------------------------------------------------- | --- | ----------- | ---------- |
| BW              | 2643/412-0 | Eiche          | Babke (53° 21′ 32″ N, 12° 53′ 33,7″ O)                         | Die Eiche wächst an der Straße, die von Blankenförde nach Babke führt, kurz vor Babke. Im Jahre 1995 hatte das Naturdenkmal einen Stammumfang von 4,90 m.                     |             |            |
| BW              | 2643/401-0 | 3 Kastanien    | Blankenförde Blankenförde 21 (53° 21′ 13,9″ N, 12° 55′ 18″ O)  | Die drei Kastanien wachsen an der Havelbrücke in Blankenförde. Die zwei stärksten Bäume besaßen 1995 einen Stammumfang von 4,95 m bzw. 3,90 m.                                |             |            |
| BW              | 2643/408-0 | Linde          | Blankenförde Blankenförde 32d (53° 21′ 20,3″ N, 12° 55′ 20″ O) | Die Linde wächst etwa 200 m entfernt von der Havelbrücke in Blankenförde. Im Jahre 1974 hatte das Naturdenkmal einen Stammumfang von 3,60 m, 1995 lag dieser bei 3,98 m.      |             |            |
| BW              | 2642/416-0 | Ulme           | Granzow (53° 18′ 6,5″ N, 12° 48′ 31,8″ O)                      | Die Ulme wächst an der Dorfstraße. 1990 brach der Hauptast des Zwiesels ab, so dass nur noch eine Hälfte vorhanden ist. 1995 betrug der Stammumfang des Naturdenkmals 6,24 m. |             |            |
| Fotos hochladen | 2642/418-0 | Wildbirne      | Granzow (53° 18′ 7,9″ N, 12° 48′ 24,4″ O)                      | Die Wildbirne wächst am Ufer des Granzower Möschens. Im Jahre 1991 hatte das Naturdenkmal einen Stammumfang von 3,80 m. Der Durchmesser lag 1995 bei 1,15 m.                  |             |            |
| BW              | 2643/407-0 | Linde          | Kakeldütt Blankenförde 10 (53° 21′ 2,2″ N, 12° 55′ 30,7″ O)    | Die Linde wächst etwa 200 m vor der Havelbrücke in Kakeldütt. 1974 hatte das Naturdenkmal einen Stammumfang von 5,00 m, im Jahre 1995 waren es 5,74 m.                        |             |            |
| BW              | 2742/402-0 | Eiche          | Mirow (53° 17′ 37,9″ N, 12° 48′ 38,8″ O)                       | Die Eiche wächst östlich des Mirower Sees, nahe dem Granzower Kanal, in der Steilkante. Im Jahre 1995 hatte das Naturdenkmal einen Stammumfang von 4,15 m.                    |             |            |
| BW              | 2742/403-0 | Kiefer         | Mirow (53° 17′ 12,4″ N, 12° 49′ 28,5″ O)                       | 1860 gepflanzt. Die Kiefer wächst auf dem Hasenberg und wird etwa 140 Jahre alt sein. Im Jahre 1991 hatte das Naturdenkmal einen Stammumfang von 3,65 m.                      |             |            |
| BW              | 2643/404-0 | 5 Küstentannen | Roggentin (53° 19′ 15,5″ N, 12° 50′ 26,2″ O)                   | Die fünf Küstentannen wachsen im Arboretum Erbsland zwischen Qualzow und Granzow. Sie wurden 1886 gepflanzt. Das stärkste Exemplar hatte 1995 einen Stammumfang von 3,10 m.   |             |            |

## Priepert
| Bild | Nr.        | Bezeichnung | Standort                                              | Beschreibung | Schutzzweck | Verordnung |
| ---- | ---------- | ----------- | ----------------------------------------------------- | --- | ----------- | ---------- |
| BW   | 2744/401-0 | Linde       | Priepert Fösterei 1 (53° 13′ 34,3″ N, 13° 5′ 17,9″ O) | Die Linde wächst auf dem Forsthof Priepert und ist ein stark ausgeprägter Zwiesel. Im Jahre 1995 hatte das Naturdenkmal einen Stammumfang von 5,75 m. |             |            |

## Wesenberg
| Bild | Nr.        | Bezeichnung | Standort                                                                                           | Beschreibung | Schutzzweck | Verordnung |
| ---- | ---------- | ----------- | -------------------------------------------------------------------------------------------------- | --- | ----------- | ---------- |
| BW   | 2744/404-0 | Eiche       | Ahrensberg (53° 14′ 40,9″ N, 13° 0′ 29,7″ O)                                                       | Die Eiche wächst auf der Koppel am Plätlinsee und ist gegen Weidevieh abgezäunt. Im Jahre 1995 hatte das Naturdenkmal einen Stammumfang von 3,77 m.                       |             |            |
| BW   | 2744/405-0 | Eiche       | Ahrensberg (53° 14′ 59,1″ N, 13° 0′ 59,4″ O)                                                       | Die Eiche wächst nordwestlich der roten Feldscheune Ahrensberg auf dem Feld. Im Jahre 1974 hatte das Naturdenkmal einen Stammumfang von 6,85 m, 1995 waren es 7,26 m.     |             |            |
| BW   | 2744/407-0 | Eiche       | Ahrensberg (53° 15′ 21″ N, 13° 1′ 0,4″ O)                                                          | Die Eiche wächst in der Feldmark westlich von Ahrensberg. Im Jahre 1974 hatte das Naturdenkmal einen Stammumfang von 4,20 m, 1995 waren es 4,65 m.                        |             |            |
| BW   | 2744/408-0 | 2 Eichen    | Ahrensberg (53° 15′ 15,3″ N, 13° 1′ 59,2″ O)                                                       | Die beiden Eichen wachsen auf dem Hof des ehemaligen Gutes in Ahrensberg. Im Jahre 1991 hatten die Naturdenkmale Stammumfänge von 7,20 m bzw. 5,80 m.                     |             |            |
| BW   | 2744/420-0 | Eiche       | Ahrensberg (53° 15′ 49,5″ N, 12° 59′ 58,4″ O)                                                      | Die Eiche wächst nordwestlich des Kronsberges bei Ahrensberg. Im Jahre 1974 hatte das Naturdenkmal einen Stammumfang von 5,40 m, 1995 waren es 6,53 m.                    |             |            |
| BW   | 2744/430-0 | Eiche       | Ahrensberg (53° 15′ 46,3″ N, 13° 0′ 41″ O)                                                         | Die Eiche wächst am Kammerkanal vor Ahrensberg. Im Jahre 1995 hatte das Naturdenkmal einen Stammumfang von 7,23 m.                                                        |             |            |
| BW   | 2743/403-0 | Alte Eiche  | Strasen bei der Prieperter Landstraße an der Ortsgrenze zu Wustrow (53° 13′ 1,8″ N, 12° 59′ 10″ O) | Die Eiche wächst an der Straße von Wustrow nach Strasen-Priepert am Reeksgraben. Im Jahre 1974 hatte das Naturdenkmal einen Stammumfang von 4,00 m, 1991 waren es 4,25 m. |             |            |
| BW   | 2743/409-0 | 2 Eichen    | Zirtow (53° 16′ 7,2″ N, 12° 54′ 7,2″ O)                                                            | Im Jahre 1995 hatten die beiden Naturdenkmale Stammumfänge von 7,00 m bzw. 6,50 m.                                                                                        |             |            |

## Wustrow
| Bild | Nr.        | Bezeichnung   | Standort                                                                        | Beschreibung | Schutzzweck | Verordnung |
| ---- | ---------- | ------------- | ------------------------------------------------------------------------------- | --- | ----------- | ---------- |
| BW   | 2843/401-0 | 5 Lebensbäume | Grünplan Grünplan 6 (53° 11′ 15,8″ N, 12° 52′ 55,3″ O)                          | Fünf von insgesamt elf Lebensbäumen sind als Naturdenkmale ausgewiesen. Das stärkste Exemplar hatte 1995 einen Stammumfang von 4,77 m.                                                                                 |             |            |
| BW   | 2743/402-0 | Alte Eiche    | Wustrow Wustrower Chaussee/Strasener Chaussee (53° 13′ 13,9″ N, 12° 58′ 6,1″ O) | Die Stieleiche wächst südlich von Wustrow, direkt an einer Kreuzung. Im Jahre 1974 hatte das Naturdenkmal einen Stammumfang von 4,60 m, 1995 waren es 5,40 m. Der Baum ist etwa 32 m hoch, seine Krone ca. 25 m breit. |             |            |